# Hesler Phillips
Hesler Enrique Phillips Baca (né le 18 novembre 1978 à San Lorenzo au Honduras) est un joueur de football international hondurien, qui évoluait au poste d'attaquant.

## Biographie

### Carrière en sélection
Avec l'équipe du Honduras, il joue 6 matchs (pour un but inscrit) entre 1999 et 2001. Il figure notamment dans le groupe des sélectionnés lors de la Gold Cup de 2000.
Il participe également la Copa América de 2001, où le Honduras se classe troisième.